# 布格圖索爾 (阿拉巴馬州)
布魯格圖索爾（英語：Bug Tussle）是一個位於美國阿拉巴馬州卡爾曼縣的非建制地區。該地的面積和人口皆未知。

## 地理
布魯格圖索爾的座標為34°59′40″N 86°58′13″W / 34.99444°N 86.97027°W，而該地最高點為海拔高度264米（即866英尺）。